# Rolleiflex

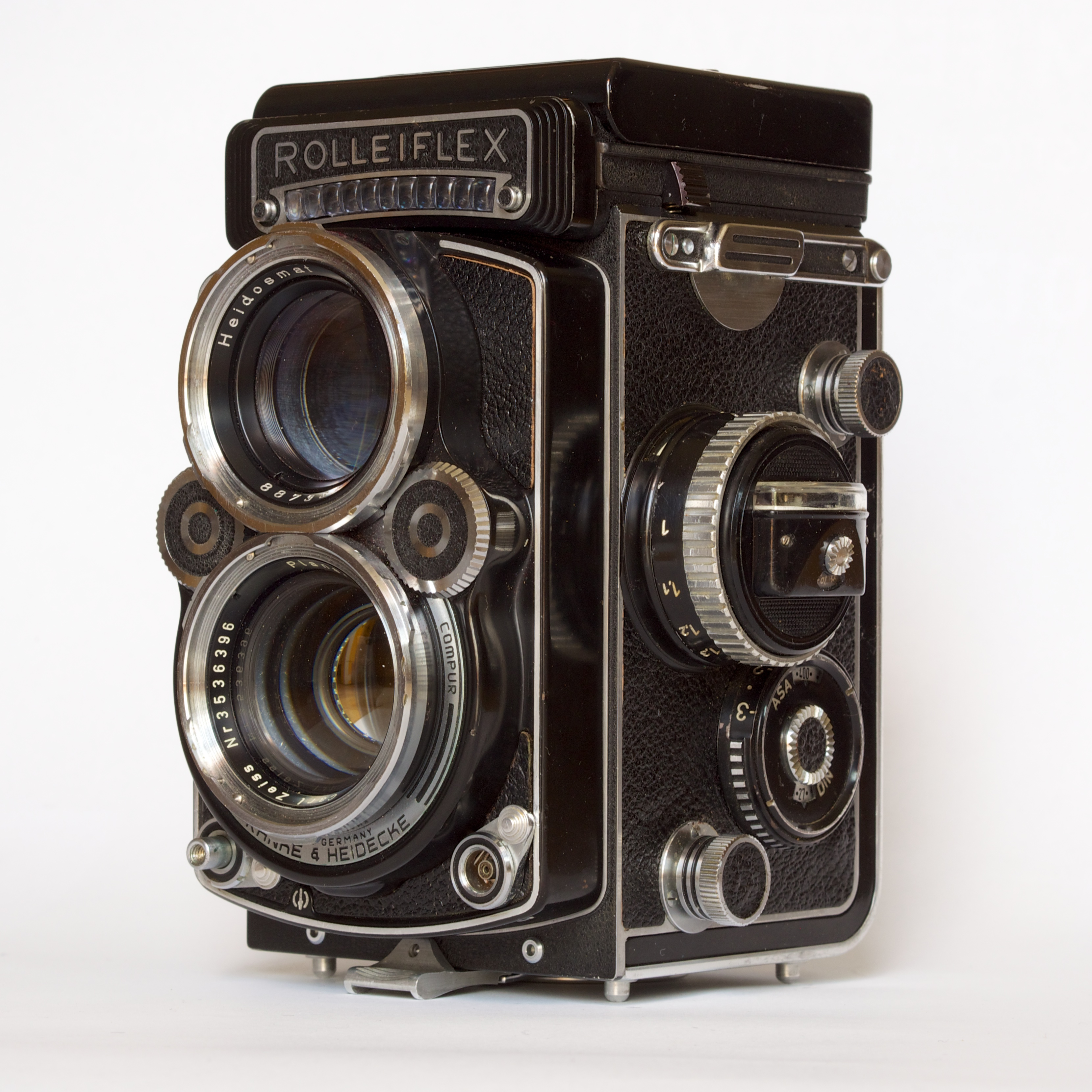
Rolleiflex 2.8F

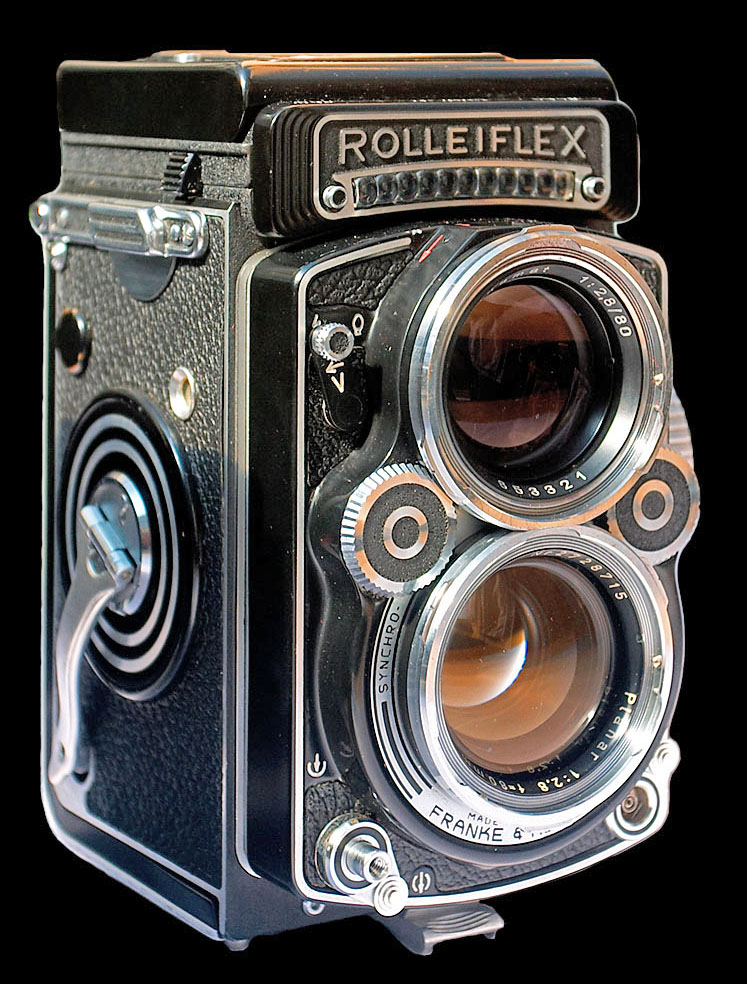
Rolleiflex 2.8F TLR

Rolleiflex je název obchodní značky fotoaparátů německé firmy Rollei. Tato značka se nejčastěji používá pro označení dvouokých zrcadlovek (TLR) středního formátu. Rolleiflex je určen především pro profesionální fotografy. Rolleiflex TLR kamery byly známé svými kompaktními rozměry, nižší hmotností, lepší optikou, odolnou a jednoduchou mechanikou a hledáčky s vysokou světelností. Například důmyslným lichoběžníkovým provedením zrcátka se zmenšil vnitřní prostor a také celkový objem a hmotnost fotoaparátu. Vysoce kvalitní čočky pro tuto firmu produkují firmy Zeiss a Schneider.
 V současné době se Rolleiflex TLR stále vyrábějí, k dispozici jsou ohniskové vzdálenosti 50 mm, 80 mm a 135 mm.
V roce 2012 již není na oficiálních webových stránkách výrobce informace o tom, že by dvouoké zrcadlovky Rolleiflex byly ve výrobě.

## Fotografové
Z významných fotografů tuto značku používali:

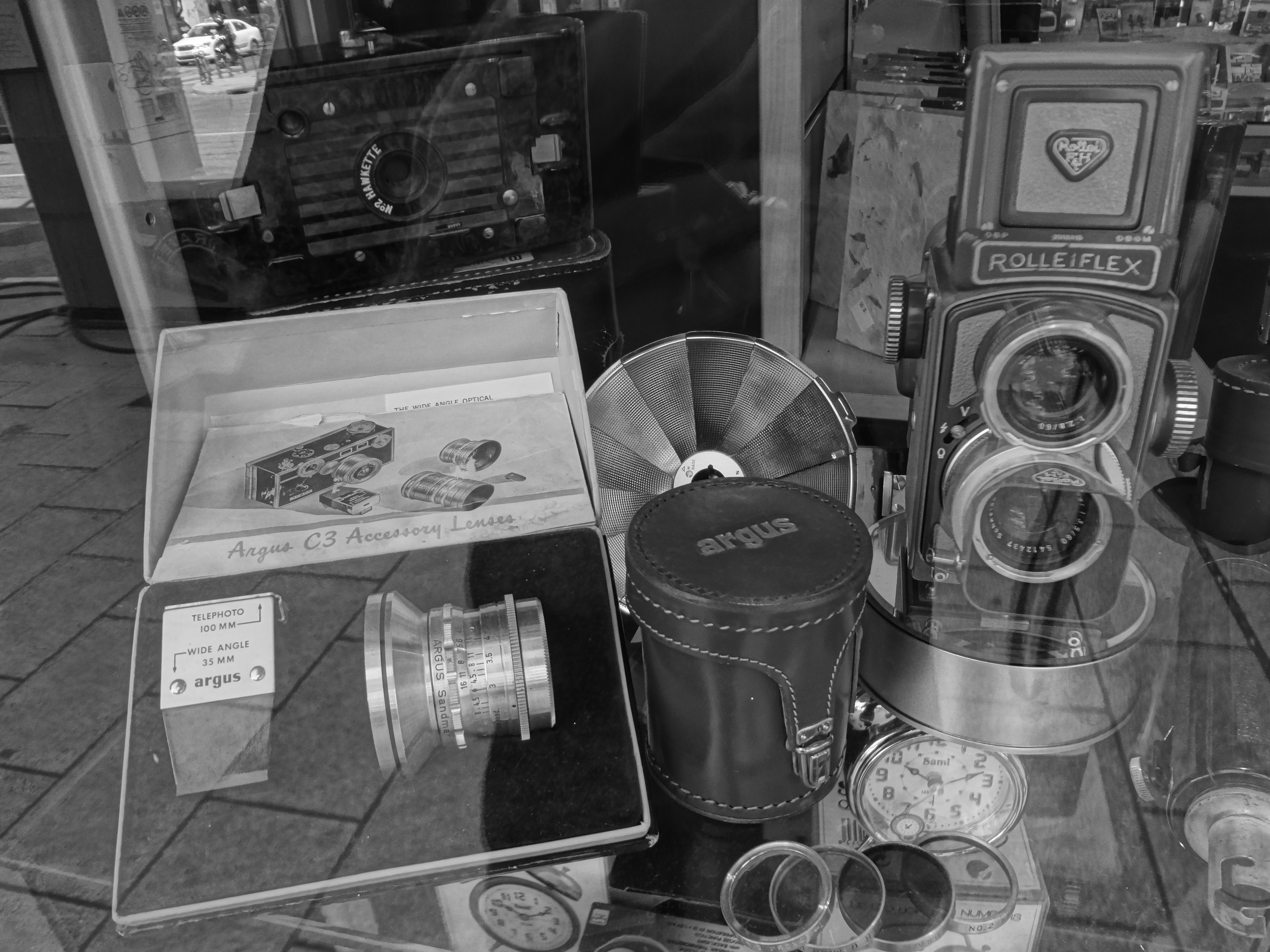
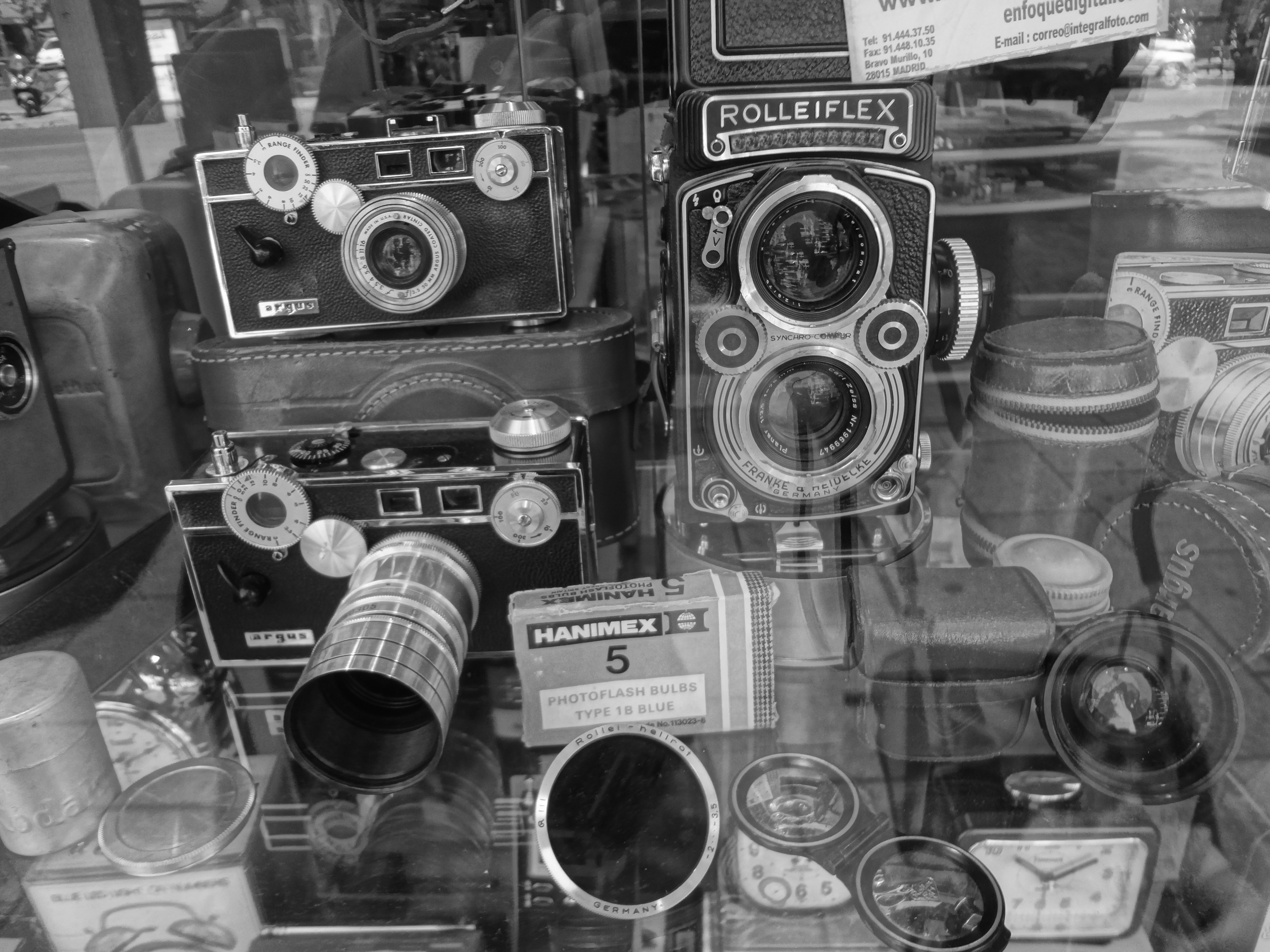

- Emila Medková
- Roman Vishniac
- Jan Saudek
- Helmut Newton
- Brassai
- Vivian Maier

## Důležité modely

### Original Rolleiflex

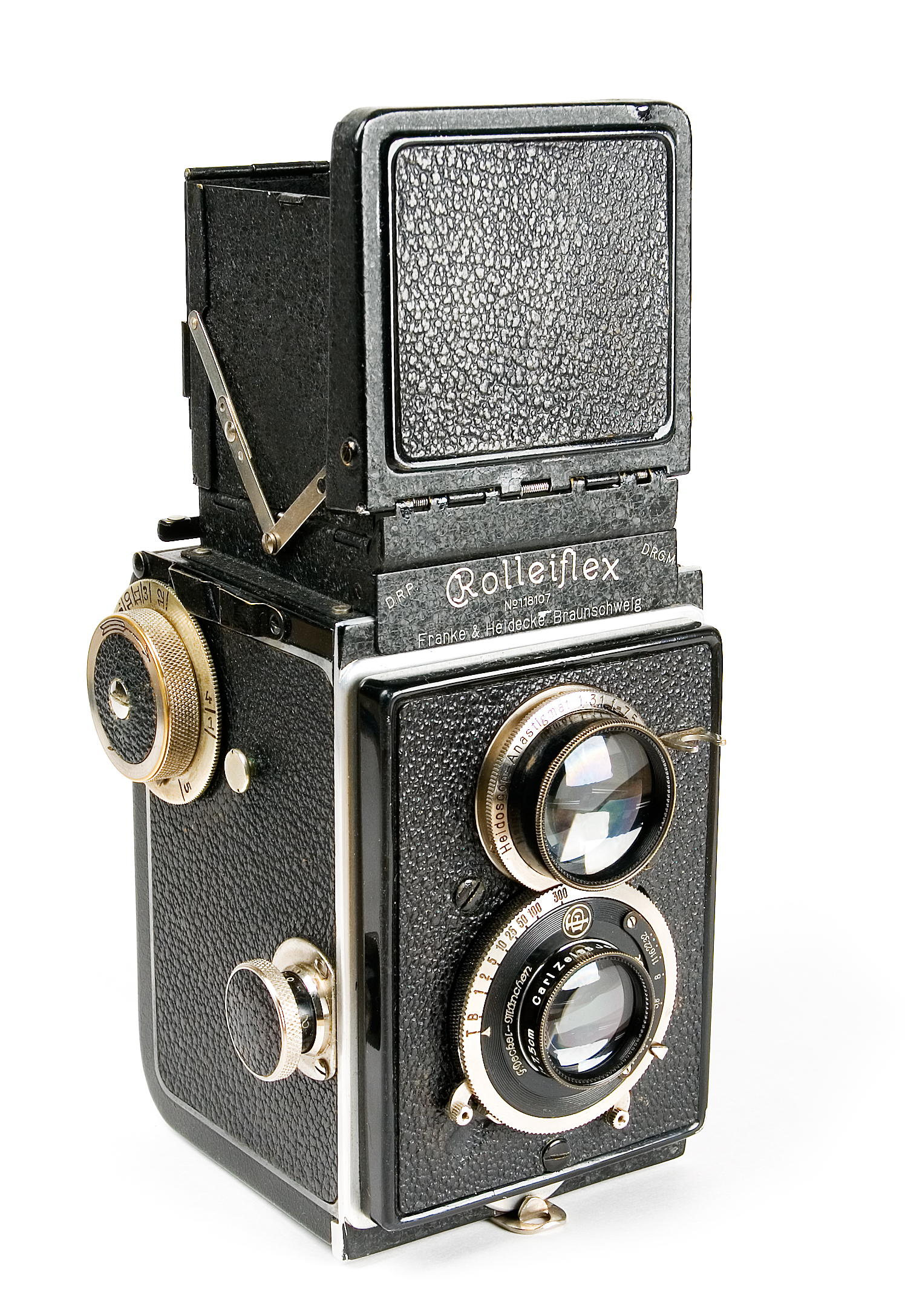
Rolleiflex Original s objektivem Carl Zeiss Jena Tessar f/3.8

Tento první Rolleiflex byl představen v roce 1929 po tříletém vývoji a byl prvním středním formátem v kategorii roll-film fotoaparátů, které používaly tehdy nepopulární film 117 (B1).

### Rolleiflex Automat
- Zaveden automatický čítač filmu.
- Tento model získal ocenění Grand Prix v Paříži na Světovém veletrhu v roce 1937.
- První Rolleiflex, který nabízel vyměnit objektiv za jiný od firmy Schneider Kreuznach Xenar, jako možnost vedle Carl Zeiss Tessar.

### Rolleiflex 2.8A
Poprvé byly začleněny objektivy s f2.8 (buď 80 mm Carl Zeiss Tessar nebo Opton Tessar) do řady Rolleiflex. Zároveň byly dodávány synchronní kontakty pro X flash.

### Tele Rolleiflex
Tento aparát měl objektiv s ohniskovou vzdáleností 135 mm/f4.0 Carl Zeiss Sonnar.
Nové Tele Rolleiflex používaly objektiv 135mm/f4 Schneider Tele-Xenar.

### Wide Rolleiflex
Tento aparát měl objektiv s ohniskovou vzdáleností 55 mm/f4.0 značky Carl Zeiss Distagon.
Nové Wide Rolleiflex používaly objektiv 50mm/f4 Schneider Super-Angulon.

### Rolleiflex SL66
První střední formát SLR, představen v roce 1966.

### Rolleiflex SL35
35 mm SLR uvedené v roce 1970.

## Výpis modelů

### TLR
- Original Rolleiflex
- Standard Rolleiflex
- Rolleiflex Automat
- Rolleiflex New Standard
- Rolleiflex 3.5 (X)
- Rolleiflex 3.5A (MX)
- Rolleiflex 3.5B (MX-EVS)
- Rolleiflex 3.5C (v některých zemích 3.5E)
- Rolleiflex 3.5E2
- Rolleiflex 3.5F
- Rolleiflex 3.5 E3
- Rolleiflex 4x4 Baby Rolleiflex (1930s)
- Rolleiflex 2.8A
- Rolleiflex 2.8B
- Rolleiflex 2.8C
- Rolleiflex 2.8D
- Rolleiflex 2.8E
- Rolleiflex 4x4 (1950s; v šedém a černém provedení)
- Rolleiflex T
- Tele Rolleiflex
- Rolleiflex 2.8F
- Wide Rolleiflex
- Rolleiflex 2.8F Aurum
- Rolleiflex 2.8F Platinum
- Rolleiflex 2.8GX
- Rolleiflex 2.8FX
- Wide Rolleiflex 4.0 FW
- Tele Rolleiflex 4.0 FT
- Rolleiflex 2.8F Mini

Miniaturní Rolleiflex
Reprodukce od firmy Minox
- Rolleiflex MiniDigi
- DCC Rolleiflex AF 5.0

### Střední formát SLR
- Rolleiflex SL66
- Rolleiflex SL66 E
- Rolleiflex SL66 X
- Rolleiflex SL66 SE
- Rolleiflex SLX
- Rolleiflex SLX Metric
- Rolleiflex 6002
- Rolleiflex 6006
- Rolleiflex 6006 Metric
- Rolleiflex 6008 Professional
- Rolleiflex 6008 Metric 3D Industrial
- Rolleiflex 6008 Professional Gold
- Rolleiflex 6008 Professional SRC 1000
- Rolleiflex 6003 SRC 1000
- Rolleiflex 6008 ChipPack Digital Metric
- Rolleiflex 6008 E
- Rolleiflex 6008 Q 16 Digital Metric
- Rolleiflex 6008 AF
- Rolleiflex 6008 integral
- Rolleiflex 6008 integral2
- Rolleiflex 6008 Metric
- Rolleiflex 6003 Professional
- Rolleiflex 6001 Professional
- Rolleiflex Hy6

### 35 mm SLR
- Rolleiflex SL35
- Rolleiflex SL350
- Rolleiflex SL35M
- Rolleiflex SL35ME
- Rolleiflex SL35E
- Rolleiflex SL 2000 F
- Rolleiflex SL 3003
- Rolleiflex SL 3001